# Kandoomaafushi
Kandoomaafushi est une petite île inhabitée des Maldives. Son nom signifie « île des arbres de mangrove ». C'est une des îles-hôtel des Maldives en accueillant depuis 1985 le Kandooma Tourist Resort, désormais Holliday Inn.

## Géographie
Kandoomaafushi est située dans le centre des Maldives, à l'Est de l'atoll Malé Sud, dans la subdivision de Kaafu. Elle voisine l'île peuplée de Guraidhoo.